# Euro Accident
Euro Accident Livförsäkring AB är ett skandinaviskt livförsäkringsaktiebolag som erbjuder personriskförsäkringar inom områdena gruppförsäkring, sjukförsäkring och sjukvårdsförsäkring.
Kunder till Euro Accident är främst arbetsgivare och organisationer som tecknar försäkringar för sina anställda och medlemmar. Försäljning sker via försäkringsförmedlare och partnersamarbeten, som exempelvis banker och andra försäkringsbolag.

## Företagsfakta
Euro Accident grundades 1996 och har i dag över 2,4 miljard svenska kronor (2024) i årlig premievolym och över 440 medarbetare (2023) på kontor i Belgrad, Göteborg, Köpenhamn, Malmö, Oslo, Stockholm, Växjö och Örnsköldsvik.  Verksamheten i Danmark och Norge bedrivs genom registrerade filialer. Euro Accident är dessutom registrerat för gränsöverskridande verksamhet i Danmark och Norge. Euro Accident är ett helägd dotterbolag till EAL Insurance AB .

## Tillsyn och koncession
Euro Accident står under tillsyn av Finansinspektionen och har beviljad koncession för direkt livförsäkringsrörelse och för mottagen återförsäkring i Sverige enligt Försäkringsrörelselagen i följande klasser:
- 1. Olycksfall (direkt)
- 1. Olycksfall (indirekt)
- 2. Sjukdom (direkt)
- 2. Sjukdom (indirekt)
- Ia) Livförsäkring (direkt)
- Ia) Livförsäkring (indirekt)
- Ib) Tilläggsförsäkring till livförsäkring (direkt)
- Ib) Tilläggsförsäkring till livförsäkring (indirekt)
- IV. Lång olycksfalls- och sjukförsäkring (direkt)
- IV. Lång olycksfalls- och sjukförsäkring (indirekt)

## Historia
Euro Accident startades i Växjö 1996 av Tommy Nilsson och Staffan Johansson. Från början var inriktning olika försäkringar inom SLE: Sports, Leisure and Entertainment. 1997 tillkom gruppförsäkringar, som kom att stå för en allt större del av verksamheten de kommande åren. 2003 kom Thomas Petersson in som ägare. 2004 tillträdde han som verkställande direktör, varefter rehabiliteringsförsäkring, sjukvårdsförsäkring och sjukförsäkring lanserades de närmaste åren. 2013 blev amerikanska National General Holdings Corporation ny ägare.
Euro Accident var generalagent i Sverige för försäkringsbolagen National General Insurance Luxembourg S.A. och National General Life Insurance Europe S.A. Den 5 februari 2018 förvärvades Ikano Livförsäkring AB och namnet ändrades från Euro Accident Health & Care Insurance AB till Euro Accident Livförsäkring AB. Den 1 oktober 2018 flyttades alla försäkringsavtal över från National General Insurance Luxembourg S.A. och National General Life Insurance Europe S.A. till Euro Accident Livförsäkring AB. Den 14 augusti 2019 fusionerades sedan Euro Accident Health & Care Insurance AB med Euro Accident Livförsäkring AB.
Den 30 augusti 2019 skrev en investerargrupp under ledning av det svenska investeringsbolaget Impilo AB under en överenskommelse med National General Holdings Corp. om att köpa Euro Accident Livförsäkring AB. Köpet slutfördes den 2 december 2019.
Den 1 maj 2023 efterträdde Fredrik Bergström Thomas Petersson som verkställande direktör.